# Zbójnik ciemny
Zbójnik ciemny, zbójnik (Caenolestes fuliginosus) – gatunek ssaka z rodziny zbójnikowatych (Caenolestidae).

## Taksonomia
Gatunek po raz pierwszy zgodnie z zasadami nazewnictwa binominalnego opisał w 1863 roku brytyjski zoolog Robert Fisher Tomes nadając mu nazwę Hyracodon fuliginosus. Miejsce typowe według oryginalnego oznaczenia to Ekwador; w 1987 roku niemiecki teriolog Johannes Bublitz uściślił miejsce typowe do prawdopodobnie Pallatangi (2°00′S 78°56′W/-2,000000 -78,933333), na południe od szczytu Chimborazo chociaż dokładne lokalizacja miejsce typowego jest niepewne. Holotyp to młodociany osobnik o nieokreślonej płci o sygnaturze BMNH 7.1.1.191 z kolekcji Muzeum Historii Naturalnej w Londynie; odłowiony przez brytyjskiego zoologa Louisa Frasera; neotyp (dorosły osobnik, sygnatura AMNH 64442, Amerykańskie Muzeum Historii Naturalnej) wyznaczony przez Bublitza jest nieważny.
Filogenetyczne umiejscowienie w obrębie rodzaju niepewne, ale analiza oparta na ograniczonych danych aminokwasowych sugeruje pokrewieństwo z C. convelatus. Rozpoznano trzy podgatunki. Autorzy Illustrated Checklist of the Mammals of the World rozpoznają trzy podgatunki. Podstawowe dane taksonomiczne podgatunków (oprócz nominatywnego) przedstawia poniższa tabelka:
| Podgatunek      | Oryginalna nazwa                  | Autor i rok opisu | Miejsce typowe                                                                           | Holotyp |
| --------------- | --------------------------------- | ----------------- | ---------------------------------------------------------------------------------------- | --- |
| C. f. centralis | Caenolestes fuliginosus centralis | Bublitz, 1987     | Río Termales (4°56′N 75°19′W/4,933333 -75,316667)m na wysokości 2700 m n.p.m., Kolumbia. | Dorosły samiec (sygnatura FMNH 70825, Muzeum Historii Naturalnej w Chicago), odłowiony 31 stycznia 1951 roku przez Philipa Hershkovitza. |
| C. f. obscurus  | Caenolestes obscurus              | O. Thomas, 1895   | Bogota (4°33′48″N 74°05′42″W/4,563333 -74,095000), Cundinamarca, Kolumbia.               | Skóra dorosłego samca (sygnatura BMNH 96.1.7.1, Muzeum Historii Naturalnej w Londynie), odłowiony 7 maja 1895 roku przez G.D. Childa.    |

### Etymologia
- Caenolestes: gr. καινος kainos ‘nowy, świeży’; ληστης lestes ‘rozbójnik, bandyta’, od λῃστευω lēisteuō ‘grabić, łupić’[16].
- fuliginosus: nowołac. fuliginosus ‘okopcony, pokryty sadzą’, od łac. fuligo, fuliginis ‘sadza’[17].
- centralis: łac. centralis, centrale ‘środkowy, ze środka’, od centrum ‘środkowy punkt, środek’, od gr. κεντρον kentron ‘ostry punkt’[18].
- obscurus: łac. obscurus ‘ciemny, mroczny’[19].

## Zasięg występowania
Zbójnik ciemny występuje w zależności od podgatunku: 
- C. fuliginosus fuliginosus – wyższe zalesione i bogate w paramo elewacje Andów w północnym i środkowym Ekwadorze.
- C. fuliginosus centralis – lasy i bogate w paramo zachodnie, środkowe i wschodnie pasma Andów w Kolumbii i skrajnie południowo-zachodniej Wenezueli (Táchira).
- C. fuliginosus obscurus – najwyraźniej ograniczony do okolic Bogoty.

Granice występowania każdego podgatunku w Kolumbii pozostają słabo poznane.

## Morfologia
Długość ciała (bez ogona) 9,6–13,4 cm, długość ogona 10,3–13,9 cm, długość tylnej stopy 2–2,8 cm; masa ciała 25–32 g. Ma krótką, brunatnoczarną futro. Głowa wydłużona, jak u szczura, oczy bardzo małe, uszy zaokrąglone, wystające ponad futrem. Ogon niechwytny, skąpo owłosiony. Długość głowy i tułowia 10,5-13,5 cm, tyle samo mierzy ogon. Dymorfizm płciowy jest wyraźnie zaznaczony – samce są znacznie cięższe od samic. Charakterystyczny dla zbójników jest brak torby lęgowej. 

## Ekologia
Biologia i etologia tego gatunku są słabo poznane. Zbójniki mają słaby wzrok, ale dobrze rozwinięty słuch i węch. Odżywiają się bezkręgowcami (owady, pająki). Zamieszkują wysokości od 2135 do 4300 m n.p.m..

## Status zagrożenia
W Czerwonej księdze gatunków zagrożonych Międzynarodowej Unii Ochrony Przyrody i Jej Zasobów został zaliczony do kategorii LC (ang. least concern „najmniejszej troski”).